# Bernsteindepot
Bernsteindepots (dänisch Ravskat) sind eine Depotfundgattung im Baltikum, in Dänemark, Norddeutschland und Polen, die rohen oder bearbeiteten Bernstein als Schmuck z. B. als Perlen oder deren Bruchstücke enthält. Sie sind vor allem auf das Früh- und Mittelneolithikum begrenzt. Während sie aus Moor-Depots zahlreich überliefert sind, sind aus gewachsenem Boden kaum gesicherte Funde bekannt. Kleine tier- oder axtförmige Anhänger werden als Totemsymbole interpretiert und sind die einzigen Beispiele figürlicher Kleinplastik aus der dänischen Steinzeit.

## Depots im Boden

### Dänemark
Drei große Bernsteinklumpen fanden sich auf Hirsholmene Ǿen im Kattegatt, 100 m vom Ufer unter großen Rollsteinen, doch liegt hier ebenso keine zeitliche Zuordnung vor wie für das größte Bernsteinobjekt (schwedisch Bärnsten) Schwedens, eine 124 mm lange Axt, die wahrscheinlich erst am Ende der Steinzeit hergestellt wurde. Problematisch ist auch der Fund vom „Hellighøj“ (heiliger Hügel) in Sindbjerg auf Mors in Jütland, bestehend aus 24 Perlen und einigen Bruchstücken, die lose in einem Hügel zutage kamen. Hier könnte es sich um Beigaben unerkannter Erdgräber handeln, da diese erst ab 1917 als zweite (Haupt)-Grabform der Trichterbecherkultur (TBK) erkannt wurden. Bernsteinperlen, die vermutlich zusammen mit Stein- bzw. Kupfergegenständen deponiert wurden, stammen aus Krusager in Jütland, (fünf geschliffene, dünnnackige Flintbeile, eine Knaufhammeraxt und 1400 Bernsteinperlen). In Årupgård, Jütland, wurden in einer Ösenkruke neben mehreren Kupfergegenständen 271 vollständige und 177 zerbrochene Perlen gefunden. Es lag dicht unter der Grasnarbe, nur etwa vier Kilometer von dem bekannten Bygholmer Depot entfernt, auf einem Höhenzug. Das Depot von Krusager fand man an einer Stelle, wo zahlreiche Steine auf freiem Feld lagen. Das Bernsteinperlendepot in einem der beiden Langhügel von Barkjær ist als Bauopfer anzusehen. 2005 wurde in einer Kiesgrube bei Sjørring westlich von Thysted in Thy ein stark verwittertes Depot mit etwa 5 Kilo Bernstein im Block geborgen.

### Baltikum und Deutschland
Der größte Bernsteinfund der Welt wurde 1860 bis 1882 in Schwarzort in Ostpreußen gemacht. Die Bernsteinartefakte stammen aus dem Neolithikum (3000 v. Chr.) Im 1882 von Richard Klebs (1850–1911) beschriebenen Schwarzorter Schatz finden sich neben Rohbernstein 434 Bernsteinerzeugnisse. 
Der Bernstein und die Ringe im Bernsteinhort von Kattenvenne bei Lienen im Kreis Steinfurt in Nordrhein-Westfalen wurden 1949 entdeckt. Die Bernsteine stammen aus der Nord- und Ostsee und die Ringform war in der Hunsrück-Eifel-Kultur verbreitet.

## Bernsteindepots im Moor
Im Gegensatz zu den Funden im Boden sind Depotfunde aus Mooren zahlreich. Sie stellen über 90 % aller Bernsteindepots dar, die nahezu alle der TBK zugeschrieben werden können. Die meisten kamen im 19. Jahrhundert beim Torfstechen in Nordjütland zutage. Angaben über die Lage der Gegenstände im Moor liegen bei vielen der 37 dänischen Funde vor. Der Fund von Strandbygaarde kam in einer Tiefe von 0,63 m zum Vorschein. Etwa einen Meter tief im 2,2 m starken Torf lag eine große verzierte Ösenkruke mit über 3000 Bernsteinperlen im Depot am Hvilshøj. In Gaarden Silkeborg bei Torslev fand sich ein Gefäß, das etwa 4500 Bernsteinperlen barg, in 0,5 m Tiefe. Die über 4000 Perlen des Depots von Torslev lagen 0,45 m unter der Mooroberfläche in einem Gefäß. Der Fund von Mollerup lag in einer Ösenkruke, die sich nur 10 Zentimeter unter der Mooroberfläche frei im Torf fand, sie enthielt 12.849 Bernsteinperlen. Angaben über die Fundtiefe bzw. die Entfernung vom festen Land liegen für weitere Depots vor.
Aus den Fundbeschreibungen ist zu schließen, dass die meisten Gefäße auf der „ehemaligen Mooroberfläche“ deponiert wurden und zunächst weithin sichtbar waren. Dafür würde sprechen, dass im Moor bei Strandbjerggarde, Amt Ringkøbing, eine nicht näher bezeichnete Anzahl von Bernsteinperlen zu einem Kreis geordnet lag. Anders beim Fund von Nergaard, der durch seine Beifunde bedeutsam ist. Über 100 Bernsteinperlen und -stücke lagen in einem Gefäß, das auf dem Grunde des Moores dicht unter Moormergel zum Vorschein kam. Das Ganze war im Flachwasser oder in einer Schlickschicht deponiert worden, sonst hätten sich die Reste einer Schnur und die um das Gefäß gepackten Haselnüsse nicht erhalten. Der Bernstein lag meist in Tongefäßen, im Fall Læsten in einem Holzgefäß, so dass an der Geschlossenheit der Funde kein Zweifel besteht. In einigen Fällen fanden sich Perlen oder Rohbernstein jedoch regellos verteilt in einer Torfschicht, so dass mit der Möglichkeit gerechnet werden muss, dass diese in Abständen ins Moor gelangten. Für eine Versenkung bzw. Deponierung im Moor könnten lose Perlen aus dem Hundborg Mose sprechen, die sich nicht weit vom Moorrand fanden. Bei den regelmäßig in nordjütischen Torfstichen anzutreffenden Einzelstücken – die sicher nicht verloren wurden – ist ebenfalls vorstellbar, dass man sie vom festen Land aus ins Moor warf.
Demgegenüber soll die moorgeologische Lage des Depots von Nerkzer nach Johannes Brøndsted belegen, dass es sich ursprünglich auf trockenem Land befand. Auffällig ist auch, dass der Fund von Tværmose dicht neben einer großen Baumwurzel auf Sandboden geborgen wurde, was wohl auf die ursprüngliche Deponierung in Ufernähe deutet. Beim Depot aus dem Statshove Mose, das drei Flintbeile und etwa 500 Rohbernsteinstücke enthielt, befanden sich über und unter der Fundstelle einige Holzstämmchen bzw. ein dünner Baumstamm. In zwei Fällen sind im selben Moorabschnitt mehrere Depots nachgewiesen, wobei offenbleibt, ob sie gleichzeitig erfolgten. In Mollerup fanden sich einige Meter von der Ösenkruke entfernt die Scherben eines verzierten Gefäßes sowie in einer Entfernung von etwa 125 Meter ein kleineres Bernsteindepot. In Skælskør kam nur eine Elle von den Scherben eines verzierten Ösengefäßes entfernt, das die an der Stelle geborgenen Bernsteinperlen enthielt, ein zweites Gefäß mit vier oder fünf Perlen zum Vorschein.
Die Anzahl der in den Bernsteindepots vorkommenden Gegenstände ist verschieden. Grundsätzlich vermied man eine Kombination mit anderen Materialien. Ausnahmen bilden drei Depots: Im Statshove Mose fand man Hunderte von Rohbernsteinstücken zusammen mit drei gemuschelten, dünnnackigen Beilen. In Klæstrup fanden sich neben Schmuckstücken aus Bernstein ein dünnnackiges, geschliffenes Flintbeil und ein Flintspan. Ein kleines Depot im Moseby Præstegaardsmose enthielt neben mehreren Perlen und Rohbernsteinstücken einen durchbohrten Hundezahn als Schmuckanhänger.
Abgesehen von dem atypischen Depot aus dem Statshove Mose, das nur Rohbernstein enthielt, lassen sich die Inventare der Depots aufteilen in solche:
1. die anscheinend aus völlig neuen oder wenig benutzten Perlen bestehen,
2. die, neben unbenutzten, stark abgenutzte oder fragmentarische Perlen und sonstige Schmuckstücke enthalten,
3. die darüber hinaus Vorarbeiten verschiedener Schmuckformen oder Rohbernsteinstücke bargen.

Etwa 80 % der Depots, bei denen Angaben über Bearbeitungsstufe und Erhaltungsgrad des niedergelegten Bernsteins vorhanden sind, weisen neben guterhaltenen Stücken stark abgenutzte, beschädigte oder nur in Fragmenten erhaltene Perlen, Schieber und Schlussstücke auf. Bei vielen der Fragmente ist deutlich zu erkennen, dass sie durch ständiges Tragen an einer Halskette von der Schnur regelrecht zerrieben bzw. „zersägt“ wurden. Die Anzahl der in den Depots vorkommenden Objekte schwankt stark. Neben Inventaren, die 13.000 Stücke enthalten und die bis 8,5 kg schwer sein können (Læsten), stehen solche, die lediglich einige hundert Stücke aufweisen, und jene, die aus kaum mehr als einem halben Dutzend Perlen bestehen. Während man sich bei den großen Depots schwer vorstellen kann, dass sie Eigentum einer Einzelperson waren, kann dies für die mittleren und kleinen Funde zutreffen, zumal die in frühneolithischen Dolmen und Flachgräbern vorgefundenen Bernsteinketten ähnliche Größenordnungen aufweisen. Bei den großen Depots muss berücksichtigt werden, dass sie vornehmlich kleine, ringförmige Perlen enthalten, so dass der etwa 13 000 Perlen enthaltende Fund von Mollerup ein Gewicht von nur 3840 Gramm besitzt, da er nahezu ausschließlich aus dieser Perlenform zusammengesetzt ist.

## Einzelgrabkultur
Während Bernsteindepots nahezu ausschließlich der TBK zuzuordnen sind, darf der nach K. W. Struve unter nicht genau bekannten Umständen geborgene Fund im Satruper Moor in Schleswig-Holstein der Einzelgrabkultur, die ansonsten durch Bernsteinbeigaben in deutschen Gräbern nicht auffällig geworden ist, zugeordnet werden. Er soll 76 Perlen enthalten haben. Überliefert sind jedoch nur 32 walzenförmige Perlen und zwei durchlochte Bernsteinscheiben von 6 bis 6,6 cm Durchmesser. Diese Scheiben sind nur für die Einzelgrabkultur des westlichen Ostseeraumes belegt. Insbesondere kennt man sie aus nordjütischen Gräbern, wo sie nach Peter Vilhelm Glob bis in die Obergrabzeit vornehmlich als Männerschmuck getragen wurden. Eindeutig ist ein zweiter, ganz ähnlich zusammengesetzter Fund aus dem Moor von Stangerup auf Falster, der neben 75 röhrenförmigen Perlen vier scheibenförmige, durchlochte Schmuckstücke enthielt. In diesen Kreis einzubeziehen ist vermutlich der Fund von Janneby, Kreis Schleswig-Flensburg, dessen ovale, beilförmige Anhänger nur in den Gräbern der Einzelgrabkultur Gegenstücke besitzen. Welcher Zeit diese Funde angehören, lässt sich nicht beantworten. In Analogie zu den Steingerätedepots, wird man eine späte Epoche in Betracht ziehen müssen.